# Паар, Матильда
Матильда Паар (6 апреля 1849, Кассель — 1899, Лейпциг) — немецкая писательница и драматург.

## Биография
До 14 лет обучалась в школе, но затем из-за болезни была вынуждена обучаться дома, в основном занимаясь самообразованием. С детства же имела большой интерес к поэзии и пьесам, а после первого посещения театра драматургия стала главным интересом в её жизни. Свою первую пьесу, комедию Die Wahrheit, написала в 1875 году, тогда же она была поставлена на Королевской сцене в Касселе и имела большой успех у зрителей. Впоследствии создала большое количество пьес, большинство из которых были одноактными и носили развлекательный характер, но также и ряд крупных произведений.
Заработок от драматургии позволил ей оплатить четырёхлетнюю учёбу в Лейпцигском университете, где она изучала историю искусства; в 1886 году она окончательно переехала из Касселя в Лейпциг. С этого времени основным её занятием стали частные уроки и публичные лекции по искусствоведению, однако занятия драматургией она не прекращала и продолжала творить и в 1890-е годы, спектакли по её пьесам пользовались популярностью в государственных и частных театрах. К числу наиболее известных её пьес, помимо первой, относятся Die Lebensfrage, Helene (1882) и Desire (1895).

## Сочинения
- Deutschland's Fürbitter. Ein vaterländisches Gedicht verfaßt in den ersten Tagen des August 1870. Luckhardt, Berlin 1870.
- Zeit-Gedichte. Luckhardt, Kassel 1872.
- Die Wahrheit. Lustspiel. Dietrich & Müller, Kassel 1875.
- Der Champagner-Pfropfen. Lustspiel. Mütze, Leipzig 1877.
- Der Wagen kommt. Plauderei. Richartz, Kassel 1878.
- Ein Roman. Lustspiel. Bartholomäus, Erfurt 1879.
- Chambre garnie. Lustspiel. Bartholomäus, Erfurt 1879.
- Das Jahr und seine zwölf Monate. Fastnachtsscherz in 12 Aufzügen. Bartholomäus, Erfurt 1879.
- Der Brautkranz. Lustspiel. Bartholomäus, Erfurt 1880.
- Die Lebensfrage. Ein Traum. Bartholomäus, Erfurt 1880.
- Johannistag. Ein Sommermärchen. Bartholomäus. Erfurt 1880.
- Der Dombau zu Köln. Dramatisches Gedicht. Luckhardt, Berlin 1881. (Digitalisat)
- Ein Wintermärchen. Weihnachtsspiel in drei Abtheilungen für die Jugend. Luckhardt, Berlin 1882.
- Helene. Schauspiel in 3 Akten. Luckhardt, Berlin 1882.
- Märchen. Dramatisches Gedicht. Trömner, Kassel 1882.
- Verirrungen. Schauspiel in 4 Akten von Josef Trieb. Bloch, Berlin 1882.
- Althessen. Dramatisches Gedicht mit lebenden Bildern. Scheel, Kassel 1884.
- Wilde Rose. Lustspiel. 1888[4].
- Désirée. Schauspin 4 Akten. Luckhardt, Leipzig 1895.
- Der Buchstabe des Gesetzes. Schauspiel in 4 Akten. Luckhardt, Leipzig/Berlin 1898.
- Gedichte. Luckhardt, Berlin 1899.